# Климово (Выборгский район)
Климово (до 1948 — Ала Кууса, фин. Ala Kuusa) — посёлок в Красносельском сельском поселении Выборгского района Ленинградской области.

## Название
Согласно постановлению общего собрания граждан зимой 1948 года деревне Ала Кууса было присвоено наименование Климовка, которое позднее было заменено на Климово. Обоснованием послужило пояснение: «в честь погибшего гвардии сержанта Климова». Сведения о Климове отсутствуют. 
Переименование было закреплено указом Президиума ВС РСФСР от 1 октября 1948 года.

## История
Деревня упоминается в шведских поземельных документах середины XIV века. 

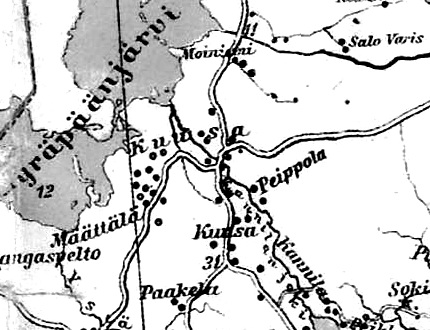
Деревня Ала Кууса на финской карте 1923 года

В 1936 году земли деревни Ала Кууса занимали площадь 7,85 км2, с 305 га пахотных земель, 8 га лугов и 466 га леса, в деревне было около 20 домов.
До 1939 года деревня Ала Кууса входила в состав волости Муолаа Выборгской губернии Финляндской республики. 
С 1 января 1940 года по 30 сентября 1948 года — в составе Алакусского сельсовета Раутовского района.
С 1 июля 1941 года по 31 мая 1944 года — финская оккупация. 
С 1 октября 1948 года деревня Ала Кууса — в составе Климовского сельсовета Сосновского района.
С 1 января 1949 года деревня Ала Кууса учитывается административными данными как посёлок Климово. 
В 1958 году население посёлка составляло 209 человек.
С 1 декабря 1960 года — в составе Правдинского сельсовета Рощинского района.
С 1 февраля 1963 года — в составе Выборгского района.
Согласно данным 1966 года посёлок Климово входил в состав Правдинского сельсовета.
Согласно данным 1973 и 1990 годов посёлок Климово входил в состав Красносельского сельсовета.
В 1997 году в посёлке Климово Красносельской волости проживали 188 человек, в 2002 году — 179 человек (русские — 95 %).
13 декабря 2001 года, согласно закону Ленинградской области № 74-оз, в состав посёлка Климово были включены посёлки Дубки и Папоротниково.
В 2007 году в посёлке Климово Красносельского СП проживали 200 человек, в 2010 году — 198 человек.

## География
Посёлок расположен в восточной части района на автодороге 41К-024 (Среднегорье — ур. Топольки) в месте примыкания к ней автодороги 41К-152 (подъезд к пос. Пчёлино).
Расстояние до административного центра поселения — 12 км. 
Расстояние до ближайшей (недействующей) железнодорожной станции Житково — 20 км. 
Через посёлок протекает река Пчелинка.

## Демография
| 2007 | 2010 | 2017 | 2021 |
| ---- | ---- | ---- | ---- |
| 200  | ↘198 | ↘194 | ↗205 |

## Улицы
Папортниковая, Приозерская, Центральная, Школьная.